# Nachtstücke

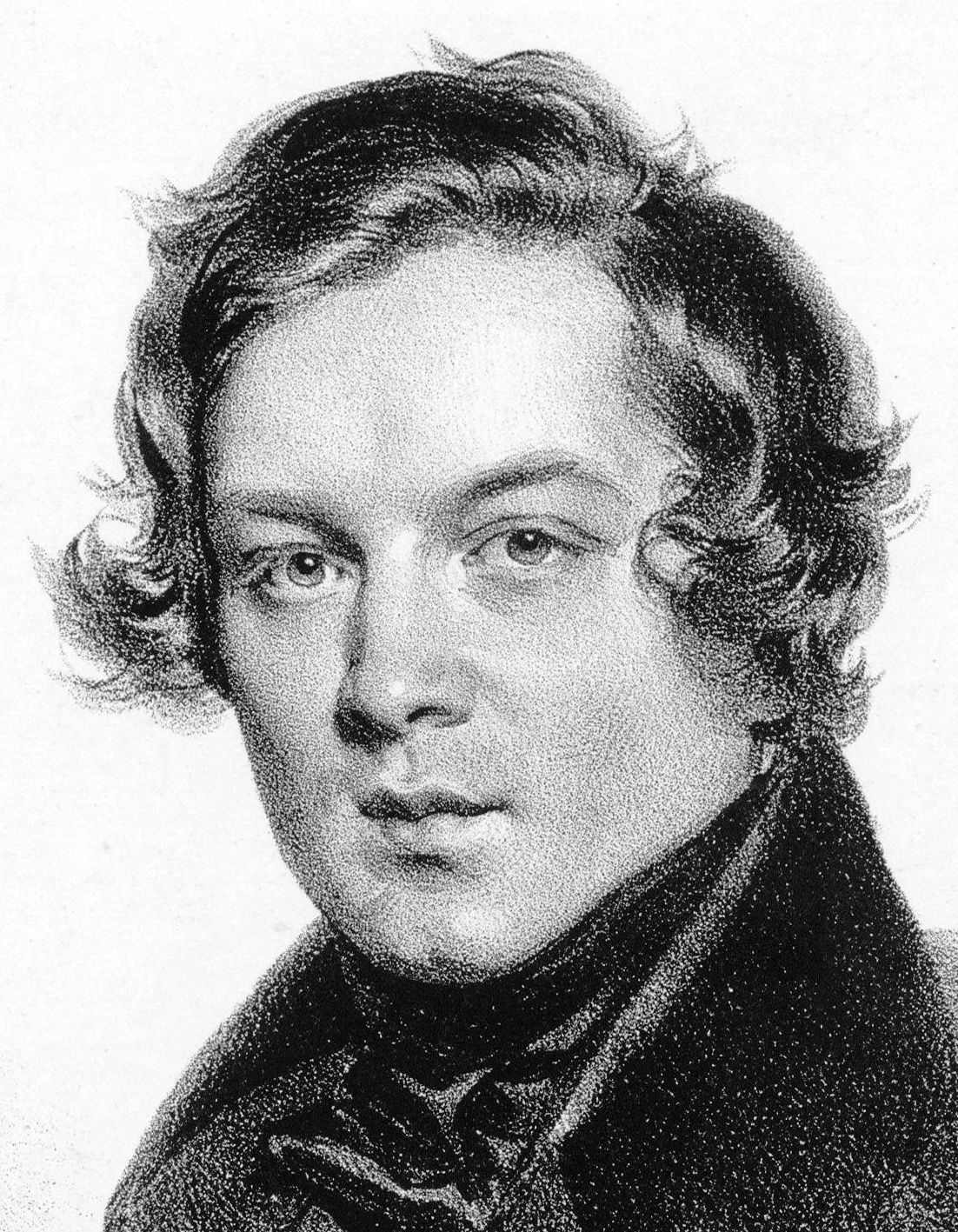
Robert Schumann

Les Nachtstücke (Pièces nocturnes) op. 23 sont quatre petites pièces regroupées en un cycle pour piano. Composé par Robert Schumann en 1839, le titre est dérivé des récits éponymes d'Ernst Theodor Amadeus Hoffmann, auxquels les différentes pièces de caractère, par endroits d'un caractère accentué, sont liées par leur atmosphère lugubre. L'œuvre dure une vingtaine de minutes.

## Contexte d'écriture
Schumann connaissait bien l'œuvre d'Hoffmann et avait lu ses Nachtstücke (« Nocturnes »), avec lesquelles l'auteur renouait avec ses Fantasiestücke in Callots Manier. Dans son nouveau recueil, Hoffmann mettait moins l'accent sur la puissance magique, exaltée, du romantisme, mais soulignait plutôt l'étrangeté et l'insondable, faisant allusion aux forces obscures cachées dans les profondeurs de l'âme.
Les Nachtstücke de Schumann, reliées entre elles par des motifs similaires, font partie, avec le Faschingsschwank, des dernières compositions pour piano commencées à Vienne.
Le 31 mars 1839, Schumann écrit dans son journal qu'il avait « composé une fantaisie funèbre », mentionnant des « pressentiments étranges » et les adieux à son frère ainé Eduard (1799-1839). Si une lettre de la veille lui avait semblé être « le signe avant-coureur » de la mort de ce dernier, Eduard mourut effectivement le 6 avril. Schumann, qui n'avait pas encore reçu la nouvelle le lendemain, écrivit dans une lettre à Clara, alors fiancée, avoir vu « des cortèges funèbres, des cercueils, des gens malheureux et désespérés ». Interrogatif, il poursuit : « Ne me quitterais-tu pas si je devenais maintenant un homme très pauvre et te disais de me quitter parce que je ne t'apporterais que du chagrin ? ».  
Les titres qu'il avait envisagés à l'origine pour les quatre pièces Trauerzug (« Cortège funèbre »), Nächtliches Gelage (« Festin nocturne »), Curiose Gesellschaft (« Société curieuse ») et Rundgesang mit Solostimme (« Chant circulaire avec voix solo »). Ils révèlent l'atmosphère des récits d'Hoffmann, dans lesquels se rencontrent également des sociétés singulières, dont les festins nocturnes laissent le démoniaque faire irruption. Schumann quitte la capitale autrichienne pour Zwickau. À la suite d'une discussion avec Clara, il décide de suivre son conseil concernant le titre de l'œuvre : « Le public ne comprendra pas ce que vous voulez dire et cela le dérangera. Je pense que vous devriez vous contenter du titre général Nachtstücke ».

## Contenu
Schumann n'a pas donné de nom aux parties. Ici nous opterons pour le caractère et la tonalité et non le tempo comme sont parfois présentés les mouvements. 

### Cortège funèbre (domajeur)
La première pièce, une marche singulièrement monotone en do majeur (Mehr langsam, oft zurückhaltend), est marquée par un rythme qui, comme chez Gustav Mahler, s'arrête souvent. Il n'a donc rien de décoratif et rappelle une marche funèbre. Dès la première mesure, le début est harmoniquement ambigu, la tonalité de départ n'étant atteinte que brièvement à la troisième mesure. Trois couplets de dimensions différentes développent et modifient le rythme par des figures ostinato, sans jamais le supplanter complètement. La descente de tierce, connue de l'Humoresque et des Kreisleriana, détermine dans le premier couplet, à partir de la mesure 9, le mouvement des voix supérieures, tandis que dans la deuxième section (mesures 25 à 38), il s'agit d'un mouvement de croches au ténor, qui est doublé dans la voix supérieure à partir de la mesure 33. Dans le troisième traitement, canonique, des mesures 49 à 73, Schumann réduit la dynamique jusqu'au pianissimo. Seul le dernier refrain, avec son épisode fortissimo, correspond aux idées reçues d'une sombre marche funèbre, jusqu'à ce que le morceau s'essouffle à nouveau et s'éteigne pianissimo sur un mouvement qui ralentie (ritardando).

### Curieux rassemblement (famajeur)
La deuxième composition en ré mineur (Markiert und lebhaft), également assez monotone sur le plan des motifs, rappelle, avec ses éléments capricieux d'une part et contrapuntiques d'autre part, une vision macabre de cimetière.

### Nuit frénétique (rébémol majeur)
Un autre monde s'ouvre, tant sur le plan pianistique que sonore, dans l'efficace troisième pièce (d'une grande vivacité) en ré bémol majeur, dont l'élan et la motricité sauvage rappellent les fantaisies de danse exubérantes (Davidsbündlertänze op. 6, Carnaval op. 9) des cycles pour piano précédents. Les mouvements de croches entraînants, joués d'abord par la main gauche, puis également par la main droite, sont interrompus par un capriccio grotesque (mesures 165 à 204) en fa dièse mineur, marqué un staccato, auquel succède une coda.

### Roudelai avec voix solistes (famajeur)
La dernière pièce (Ad libitum), conclut par un chant circulaire ce cycle de mélodie situé entre le ton choral et le ton populaire. La phrase musicale est interrompue par de fréquentes pauses et entourée d'un mouvement d'arpèges de la main droite à la manière du luth ou de la guitare. La mélodie devient populaire dans le chant religieux anglais sous le nom de Canonbury. Elle est intégrée en 2013 dans le livre de cantiques catholique Gotteslob (O Gott, dein Wille schuf die Welt, no 628).

## Discographie (sélective)
- Emil Gilels, 1966 (enregistrement studio) 1967 (enregistrement live à Moscou)
- Claudio Arrau, 1972 (Philips)
- Wilhelm Kempff, 1975 (Deutsch Grammophon)
- Vladimir Horowitz, 1980
- Sviatoslav Richter, 1993 (London Records)
- Andras Schiff, 1998 (Teldec Classic)
- Fabio Romano, 2010
- Kun-Woo Paik, 2020 (DG)
- Jan Lisiecki, 2022 (DG)